# Gloydius
Gloydius är ett släkte av ormar som ingår i familjen huggormar.
Släktets medlemmar är med en längd upp till 75 cm små ormar. De förekommer i bergstrakter i Centralasien. Gloydius himalayanus når nästan 5000 meter över havet. Arterna äter ödlor, andra ormar och mindre däggdjur. Honor föder levande ungar (ovovivipari).
Arter enligt Catalogue of Life:
- Gloydius blomhoffi
- Gloydius brevicaudus
- Gloydius halys
- Gloydius himalayanus
- Gloydius intermedius
- Gloydius monticola
- Gloydius saxatilis
- Gloydius shedaoensis
- Gloydius strauchi
- Gloydius tsushimaensis
- Gloydius ussuriensis

The Reptile Database listar ytterligare tre arter:
- Gloydius lijianlii
- Gloydius liupanensis
- Gloydius rickmersi